# Суворовка (Новгородська область)
Суворовка (рос. Суворовка) — присілок в Чудовському районі Новгородської області Російської Федерації.
Населення становить 55 осіб. Входить до складу муніципального утворення Грузинське сільське поселення.

## Історія
Від 2004 року входить до складу муніципального утворення Грузинське сільське поселення.

## Населення
| 2010 |
| ---- |
| 55   |